# William Hutchinson (attore)
William Hutchison (Edimburgo, 16 maggio 1869 – Los Angeles, 7 settembre 1918) è stato un attore scozzese naturalizzato statunitense che lavorò nel cinema all'epoca del muto.

## Filmografia
- Goody Goody Jones, regia di Frank Montgomery - cortometraggio (1912)
- His Masterpiece, regia di Colin Campbell - cortometraggio (1912)
- The Girl and the Cowboy, regia di Fred Huntley - cortometraggio (1912)
- The Man from Dragon Land, regia di Fred Huntley - cortometraggio (1912)
- Land Sharks vs. Sea Dogs, regia di Hobart Bosworth - cortometraggio (1912)
- The Trade Gun Bullet, regia di Hobart Bosworth - cortometraggio (1912)
- The Substitute Model, regia di Hobart Bosworth - cortometraggio (1912)
- Monte Cristo, regia di Colin Campbell - cortometraggio (1912)
- Getting Atmosphere, regia di Hobart Bosworth - cortometraggio (1912)
- Her Educator, regia di Lem B. Parker - cortometraggio (1912)
- Miss Aubry's Love Affair, regia di Hobart Bosworth - cortometraggio (1912)
- The Vintage of Fate, regia di Lem B. Parker - cortometraggio (1912)
- The Last of Her Tribe, regia di Colin Campbell - cortometraggio (1912)
- The Lipton Cup: Introducing Sir Thomas Lipton, regia di Lem B. Parker - cortometraggio (1913)
- The Governor's Daughter, regia di Lem B. Parker - cortometraggio (1913)
- The Three Wise Men, regia di Colin Campbell - cortometraggio (1913)
- Her Only Son, regia di Lem B. Parker - cortometraggio (1913)
- The Flaming Forge, regia di Colin Campbell - cortometraggio (1913)
- Yankee Doodle Dixie, regia di Henry MacRae - cortometraggio (1913)
- The Story of Lavinia, regia di Colin Campbell - cortometraggio (1913)
- The Old Clerk, regia di Henry MacRae - cortometraggio (1913)
- Sally in Our Alley, regia di Colin Campbell - cortometraggio (1913)
- A Prisoner of Cabanas, regia di Colin Campbell - cortometraggio (1913)
- Margarita and the Mission Funds, regia di Lem B. Parker - cortometraggio (1913)
- The Hoyden's Awakening, regia di Lem B. Parker - cortometraggio (1913)
- Vengeance Is Mine, regia di Colin Campbell - cortometraggio (1913)
- Hiram Buys an Auto, regia di Colin Campbell - cortometraggio (1913)
- An Old Actor, regia di Colin Campbell - cortometraggio (1913)
- In the Long Ago, regia di Colin Campbell - cortometraggio (1913)
- The Wordless Message, regia di Colin Campbell - cortometraggio (1913)
- The Woodfire at Martin's, regia di E.A. Martin - cortometraggio (1913)
- A Flag of Two Wars, regia di Fred Huntley - cortometraggio (1913)
- The Fighting Lieutenant, regia di E.A. Martin - cortometraggio (1913)
- The Beaded Buckskin Bag, regia di E.A. Martin - cortometraggio (1913)
- The Acid Test, regia di E.A. Martin - cortometraggio (1913)
- The Mansion of Misery, regia di Lem B. Parker - cortometraggio (1913)
- The Flight of the Crow, regia di E.A. Martin - cortometraggio (1913)
- The Child of the Sea, regia di Lem B. Parker - cortometraggio (1913)
- The Redemption of Railroad Jack, regia di E.A. Martin - cortometraggio (1913)
- Bumps and Willie, regia di Fred Huntley - cortometraggio (1913)
- The Dream of Dan McQuire, regia di Fred Huntley - cortometraggio (1913)
- Outwitted by Billy, regia di Edward LeSaint - cortometraggio (1913)
- Unto the Third and Fourth Generation, regia di Edward LeSaint - cortometraggio (1914)
- Second Childhood, regia di Norval MacGregor - cortometraggio (1914)
- The Girl Behind the Barrier, regia di Edward LeSaint - cortometraggio (1914)
- The Rummage Sale, regia di Edward LeSaint - cortometraggio (1914)
- Wiggs Takes the Rest Cure, regia di Francis J. Grandon - cortometraggio (1914)
- Carmelita's Revenge, regia di Norval MacGregor - cortometraggio (1914)
- Oh! Look Who's Here!, regia di Norval MacGregor - cortometraggio (1914)
- Garrison's Finish, regia di Francis J. Grandon - cortometraggio (1914)
- The Tonsorial Leopard Tamer, regia di Norval MacGregor - cortometraggio (1914)
- The Mystery of the Seven Chests, regia di E.A. Martin - cortometraggio (1914)
- The Chronicles of Bloom Center, regia di Marshall Neilan - serial cinematografico (1915)
- Landing the Hose Reel, regia di Marshall Neilan - cortometraggio (1915)
- Shoo Fly, regia di Burton L. King - cortometraggio (1915)
- The Come Back of Percy, regia di Marshall Neilan - cortometraggio (1915)
- A Thing or Two in Movies, regia di Marshall Neilan - cortometraggio (1915)
- The Run on Percy, regia di Sidney Smith - cortometraggio (1915)
- Perkin's Pep Producer, regia di Sidney Smith - cortometraggio (1915)
- The Manicure Girl, regia di Burton L. King - cortometraggio (1916)
- Spooks, regia di Marshall Neilan - cortometraggio (1916)
- No Sir-ee Bob!, regia di Sidney Smith - cortometraggio (1916)
- When the Circus Came to Town, regia di Sidney Smith - cortometraggio (1916)
- Apple Butter, regia di Sidney Smith - cortometraggio (1916)
- Diamonds Are Trumps, regia di William Robert Daly - cortometraggio (1916)
- The Regeneration of Jim Halsey, regia di Colin Campbell - cortometraggio (1916)
- The Gold Ship, regia di Frank Beal - cortometraggio (1916)
- Small Town Stuff, regia di Norval MacGregor - cortometraggio (1916)
- Happiness of Three Women
- Delayed in Transit
- Mr. Bingo, the Bachelor, regia di Norval MacGregor - cortometraggio (1917)
- Everybody Was Satisfied, regia di Norval MacGregor - cortometraggio (1917)
- Bill and the Bearded Lady, regia di Norval MacGregor - cortometraggio (1917)
- Baseball at Mudville, regia di Norval MacGregor - cortometraggio (1917)
- The Bush Leaguer
- The Fair Barbarian
- The Strange Woman
- Captain Kidd, Jr., regia di William Desmond Taylor (19191)